# 1978
Інформація відсутня застаріла

## Події
- 20 квітня прийнята остання, четверта, Конституція Радянської України
- Розпочалось будівництво будинку обчислювального центру у Києві, висота якого становила 121 м з 24 поверхами.
- 30 грудня —в Києві стала до ладу перша в Радянському Союзі лінія швидкісного трамвая побудована за ініціативою Володимира Веклича та Василя Дяконова.

## Народились
див. також Категорія:Народились 1978
- 2 січня — Євген Левченко, український футболіст.
- 8 січня — Олександр Біланенко, український біатлоніст.
- 20 січня — Володимир Гройсман, український державний і політичний діяч. Прем'єр-міністр України (2016-2019).
- 20 січня — Омар Сі, французький кіноактор та комік походження фульбе.
- 25 січня — Володимир Зеленський, український державний діяч, політик, шостий Президент України.
- 28 січня — Джанлуїджі Буффон, італійський футболіст, воротар.
- 6 лютого — Олена Зеленська, перша леді України з 2019 року, дружина президента України Володимира Зеленського.
- 16 лютого — Василіса Фролова, українська модель, телеведуча, акторка.
- 27 лютого — Каха Каладзе, грузинський футболіст.
- 21 березня — Олег Венглінський, український футболіст.
- 5 квітня — Денис Манжосов, український сценарист та режисер, колишній актор студії «95 квартал».
- 8 квітня — Євгенія Власова, українська співачка.
- 26 квітня — Олег Іваниця, український актор, телеведучий, сценарист.
- 27 квітня — Павло Табаков, український співак, композитор.
- 6 травня — Олександр Рикун, український футболіст.
- 12 травня — Джейсон Біггс, американський актор.
- 20 травня — Арсен Мірзоян, український співак.
- 10 червня — Шейн Вест, американський актор.
- 20 червня — Френк Лемпард, англійський футболіст.
- 12 липня — Катя Chilly, українська співачка, музикант і композитор.
- 21 липня — Сергій Варламов, український хокеїст.
- 28 липня — Ганна Маляр, заступниця міністра оборони України.
- 8 серпня
  - Максим Шацьких, узбецький футболіст.
  - Віктор Вацко, український футбольний функціонер, журналіст і телекоментатор.
- 15 серпня — Лілія Подкопаєва, українська гімнастка, олімпійська чемпіонка.
- 16 серпня — Андрій Коболєв, голова правління НАК «Нафтогаз України».
- 23 серпня - Кобі Браянт, американський професійний баскетболіст. (п. 2020)
- 26 серпня — Ірина Аллахвердієва, український політик. Народний депутат України 9-го скликання.
- 11 вересня — Ін-Грід, італійська співачка.
- 15 вересня — Анатолій Пашинін, український і російський актор театру та кіно.
- 21 вересня — Ірина Венедіктова, український державний діяч, юрист. Генеральний прокурор України( з березня 2020 року).
- 27 вересня — Ані Лорак, українська співачка.
- 29 вересня — Владислав Чечоткін, український підприємець, співзасновник інтернет-магазину «Rozetka.ua».
- 14 жовтня — Ашер, американський співак і актор.
- 23 жовтня — Яна Дементьєва, українська веслувальниця, олімпійська чемпіонка.
- 27 жовтня — Ванесса Мей, англійська скрипалька, співачка.
- 7 листопада — Сергій Бабкін, український музикант, актор.
- 22 листопада — Дмитро Лінартович, український актор театру, кіно та дубляжу.
- 28 листопада — Юлія Бориско, українська телеведуча, журналістка.
- 29 листопада — Андрій Воробей, український футболіст.
- 30 листопада - Гаель Гарсія Берналь, мексиканський актор, кінорежисер, сценарист та продюсер.
- 1 грудня — Дмитро Карпачов, український психолог, телеведучий.
- 2 грудня — Неллі Фуртаду, канадсько-португальська співачка, автор пісень.
- 18 грудня — Кеті Голмс, американська акторка.

## Померли
Дивись також Категорія:Померли 1978
- 21 січня —  на знак протесту проти русифікації України спалив себе  Гірник Олекса Миколайович, український дисидент, політв'язень, Герой України.
- 28 квітня — вбитий Мухаммед Дауд Хан, сардар, прем'єр-міністр і президент Афганістану
- 30 червня — Авраменко Георгій Титович — український артист.
- 4 серпня — Тінслі Гарісон, американський лікар.
- 15 вересня — Вільгельм Мессершмітт, німецький авіаконструктор
- 10 жовтня — Борис Володимирович Некрасов, російський письменник (*1920).
- 23 грудня — Мечислав Павликовський, польський актор театру та кіно (*1920).

## Медицина
25 липня 1978 року в Англії народилася Луїза Джой Браун — перша дитина, яка з'явилася на світ завдяки екстракорпоральному (штучному) заплідненню.

## Нобелівська премія
- з фізики:Капіца Петро Леонідович — «За його базові дослідження й відкриття у фізиці низьких температур»; Арно Аллан Пензіас та Роберт Вудро Вільсон — «За відкриття мікрохвильового реліктового випромінювання»
- з хімії:Пітер Денніс Мітчелл — «За внесок в розуміння процесу перенесення біологічної енергії, зроблений завдяки створенню хеміосмотичної теорії»
- з медицини та фізіології:Вернер Арбер, Даніел Натанс та Гамілтон Сміт — «За відкриття рестрикційних ферментів та їхнє застосування в молекулярній генетиці»
- з економіки:Герберт Саймон — «За новаторські дослідження процесу прийняття рішень у межах економічних організацій»
- з літератури:Зінґер Ісаак Башевіс
- Нобелівська премія миру:Анвар Садат та Менахем Бегін — «За підготовку і висновок основоположних угод між Ізраїлем і Єгиптом».

## Державна Премія УРСР імені Тараса Шевченка
- Афзаметдинова Санія Юнусівна